# Casamayor
Pour les articles homonymes, voir Fuster et Casamayor (homonymie).
Casamayor (nom de plume de Serge Fuster, né le 28 novembre 1911 à Alger et mort le 29 octobre 1988 à Paris) est un magistrat et un écrivain français. Il a écrit une vingtaine de livres, principalement des essais consacrés à la justice.

## Biographie
En 1940, Serge Fuster est lieutenant à Sedan. Des événements qu'il vit lors de la percée de Sedan, il tire en 1968 le livre Désobéissance où il raconte la désobéissance du commandant du Groupement 9 de bombardement aérien lors de la « mission de sacrifice » du 14 mai 1940.
Après la Seconde Guerre mondiale, Serge Fuster participe au procès de Nuremberg, où il est un des magistrats de la délégation française menée par Edgar Faure et François de Menthon.
Il commence à écrire dans les années 1950 sous le nom de Casamayor, dans la revue Esprit, et va publier sous ce nom articles et livres pendant trente ans. Dans Le Monde daté du 9 février 1966, il signe un texte, La leçon des morts, à propos de la mort de Georges Figon, truand mêlé à l'affaire Ben Barka, critiquant l'ordonnance de non-lieu rendue sur cette mort. Alors conseiller à la cour d'appel de Paris, il est puni par une mesure de suspension décidée par le ministre de la Justice, Jean Foyer, et reçoit une réprimande avec inscription au dossier par le Conseil supérieur de la magistrature — c'est la sanction la plus légère prévue par les textes.
Cette sanction lui vaut des soutiens et une renommée accrue.
Serge Fuster termine sa carrière judiciaire au poste de président de chambre à la cour d'appel de Versailles. À sa mort, il est salué par de nombreux hommages, notamment du président François Mitterrand, du Premier ministre Michel Rocard et du garde des sceaux Pierre Arpaillange. Ce dernier souligne que « toute sa vie, Casamayor a réfléchi aux problèmes de la justice. Il a été l'un des initiateurs de pistes nouvelles à défricher. Casamayor laissera un grand souvenir dans le monde judiciaire. » Sa mémoire est également honorée par le Syndicat national des policiers en civil (SNACP), qui rend hommage « au courage, à l'œuvre et à l'engagement de ce haut magistrat qui a su, sa vie durant, dépasser le conformisme pour combattre bon nombre d'archaïsmes ».

## Œuvre

### Essais
- 1953 : Où sont les coupables ?
- 1957 : Les Juges
- 1960 : Le Bras séculier
- 1964 : L'Homme, la Justice et la Liberté
- 1968 : Combats pour la justice
- 1969 : Justice pour tous
- 1970 : Si j'étais juge
- 1972 : L'Art de trahir
- 1973 : La Police
- 1974 : Questions à la justice
- 1975 : La Tolérance
- 1976 : À bas la vertu
- 1977 : La mystification
- 1981 : À vous de juger
- 1981 : Intoxication
- 1983 : Et pour finir… le terrorisme
- 1985 : Nuremberg : la guerre en procès
- 1986 : L'Avenir commence hier

### Romans
- 1955 : Saintejoie
- 1966 : Le Prince, éditions du Seuil
- 1968 : Désobéissance, éditions du Seuil

Prix Valentine-de-Wolmar de l’Académie française 1969
- 1982 : Mitia